# Giải vô địch bóng đá thế giới ConIFA
ConIFA World Football Cup là giải đấu bóng đá do ConIFA, dành cho các quốc gia, các dân tộc thiểu số, không quốc tịch và các khu vực không thuộc FIFA, được tổ chức hai năm một lần.

## Kết quả
| 2014 Chi tiết | Sápmi         | Bá quốc Nice                    | 0–0 (5–3 p) | Ellan Vannin | Arameans Suryoye | 4–1         | Nam Ossetia  | 12 |
| 2016 Chi tiết | Abkhazia      | Abkhazia                        | 1–1 (6–5 p) | Panjab       | Bắc Síp          | 2–0         | Padania      | 12 |
| 2018 Chi tiết | Barawa · Anh  | Bản mẫu:Country data Kárpátalja | 0–0 (3–2 p) | Bắc Síp      | Padania          | 0–0 (5–4 p) | Székely Land | 16 |
| 2020 Chi tiết | Bắc Macedonia |                                 |             |              |                  |             |              |    |

## Số lần tham dự
Ghi chú
- VĐ — Vô địch
- ÁQ — Á quân
- H3 — Hạng ba
- H4 — Hạng tư
- TK — Tứ kết
- VB — Vòng bảng
- XH — Vòng xếp hạng (Những đội xếp cuối vòng bảng)
- q — Vượt qua vòng loại của giải đấu kế tiếp
- ••  —  Vượt qua vòng loại nhưng rút lui
- •  — Không vượt qua vòng loại
- ×  — Không tham dự / Rút lui / Cấm / Không được sự chấp thuận của ConIFA
- — Chủ nhà

Mỗi giải đấu, số đội tham dự vòng chung kết trong ngoặc.
| Đội                                     | 2014 (12) | 2016 (12) | 2018 · (TBC) | Số lần tham dự |
| --------------------------------------- | --------- | --------- | ------------ | -------------- |
| Abkhazia                                | TK        | VĐ        | VB           | 2/2            |
| Arameans Suryoye                        | H3        | •         |              | 1/2            |
| Aymará                                  | •         | ••        |              | 0/2            |
| Quần đảo Chagos                         | •         | XH        |              | 1/2            |
| Bá quốc Nice                            | VĐ        | ••        |              | 1/2            |
| Darfur                                  | XH        | •         |              | 1/2            |
| Ellan Vannin                            | ÁQ        | ••        | VB           | 1/2            |
| Kurdistan thuộc Iraq                    | TK        | TK        |              | 2/2            |
| Artsakh                                 | XH        | •         |              | 1/2            |
| Bắc Síp                                 | •         | H3        | ÁQ           | 1/2            |
| Occitania                               | TK        | •         |              | 1/2            |
| Padania                                 | TK        | H4        | H3           | 3/3            |
| Panjab                                  | •         | ÁQ        | TK           | 1/2            |
| Québec                                  | ••        | ×         |              | 0/2            |
| Raetia                                  | •         | XH        |              | 1/2            |
| Người Di-gan                            | •         | ••        |              | 0/2            |
| Sápmi                                   | XH        | TK        |              | 2/2            |
| Somaliland                              | •         | XH        |              | 1/2            |
| Nam Ossetia                             | H4        | •         |              | 1/2            |
| Székely Land                            | •         | XH        | H4           | 1/2            |
| Tamil Eelam                             | XH        | •         | VB           | 1/2            |
| Đội tuyển bóng đá Liên Triều ở Nhật Bản | •         | TK        | VB           | 1/2            |
| Tây Armenia                             | •         | TK        | TK           | 1/2            |
| Zanzibar                                | ••        | •         |              | 0/2            |
| Kárpátalja                              |           |           | VĐ           | 1/1            |
| Barawa                                  |           |           | TK           | 1/1            |
| Cascadia                                |           |           | TK           | 1/1            |
| Tây Tạng                                |           |           | VB           | 1/1            |
| Matabeleland                            |           |           | VB           | 1/1            |
| Tuvalu                                  |           |           | VB           | 1/1            |
| Kabylia                                 |           |           | VB           | 1/1            |